# ハイウェイ (モンテネグロのバンド)
ハイウェイ（英語: Highway）は、2015年にモンテネグロ・ポドゴリツァで結成されたバンドである。ペタル・トシッチ（Petar Tošić）がリード・ヴォーカル、マルコ・ペシッチ（Marko Pesic）とルカ・ヴォイヴォディッチ（Luka Vojvodić）がギター及びヴォーカルを務める3人体制で発足し、のちにキーボード担当のボヤン・ヨヴォヴィッチ（Bojan Jovović）が加わった。
結成後まもなく、Xファクターの西バルカン諸国版であるXファクター・アドリアの第2期（2015年）に出場した。番組ではクロアチアのミュージシャン、トンチ・フリッチがこのバンドの指導役（メンター）を務め、最終的に4位まで勝ち進んだ。番組終了後、初のシングル「Bar na kratko」を発表、スンチャネ・スカレに出場し、新人部門で3位入賞を果たした。
2015年10月2日、モンテネグロ国営放送は、ハイウェイが2016年のユーロビジョン・ソング・コンテスト・モンテネグロ代表となったことを発表した。2016年5月にスウェーデン・ストックホルムで開催されるユーロビジョン・ソング・コンテスト2016のモンテネグロ代表として、「The Real Thing」を披露する。